# Десантні кораблі-доки типу «Гарперс Феррі»
Десантні кораблі класу «Гарперс Феррі» — тип десантних кораблів-доків (англ. Landing Ship Dock, LSD) Військово-морських сил США, збудованих у 1990-х роках. Становлять модифікацію десантних кораблів типу «Відбі Айленд» із збільшеним простором складування за рахунок зменшення площі десантної палуби, де розміщуються два судна на повітряній подушці LCAC.

## Історія
Після початку експлуатації десантних кораблів класу Whidbey Island з чотирма LCAC стало зрозумілим, що для них корабель перевозить замалу кількість військового спорядження. Командування ВМС США вирішило збудувати для десантних формувань Amphibious Ready Group кораблі з більшою площею вантажних палуб. Для заощадження часу і коштів було вирішено модифікувати кораблі класу Whidbey Island у проекті LSD 41 Cargo Variant (LSD 41 (CV)). Вже 1988 було підписано контракт на проектування і 1991 закладено перший корабель нового класу на корабельні Avondale у Новому Орлеані штату Луїзіана, де зібрали останні пять кораблів класу Whidbey Island. То ж маючи досвід будівництва, 1991, 1992 роках заклали наступні кораблі запланованої серії з 12 кораблів. Але у 1990-х роках після розпаду СРСР були переглянуті бюджетні витрати і Сенат 1995 виділив кошти на будівництво останнього корабля серії, який 1998 прийняли до складу флоту.

## Конструкція

Десантна палуба USS Pearl Harbor (LSD 52) з бронетранспортерами AAV-P7

При схожих розмірах (довжина 185,6 м, ширина 25,6 м) кораблі класу Harpers Ferry переважають сестринський клас Whidbey Island по вантажоперевезенню за рахунок зменшення майже вдвоє десантної палуби (LSD-41 довжина 134 м), де розміщується два LCAC замість чотирьох. У кормі розміщена апарель для їхнього виходу в море. На верхній палубі є місце для посадки двох гелікоптерів, але відсутній ангар для їхнього перевезення. Вантажні крани на верхній палубі пришвидшують завантаження і вивантаження техніки, вантажів з десантної палуби (англ. Welldeck).
Без змін застосували моторне відділення з чотирма 16-циліндровими дизелями Colt Industries, що попарно приводять в рух два п'ятилопатеві гребні гвинти (30.000 к.с. на вал). Лопаті гвинтів можуть змінювати своє положення, що полегшує маневрування, десантування з кораблів. Чотири дизельгенератори Fairbanks, Morse and Company потужністю по 1,3 МВт надають кораблям електроенергію. Кораблі розвивають швидкість більше 20 вузлів і при 20 вузлах можуть пройти без дозаправки 8000 м. миль.

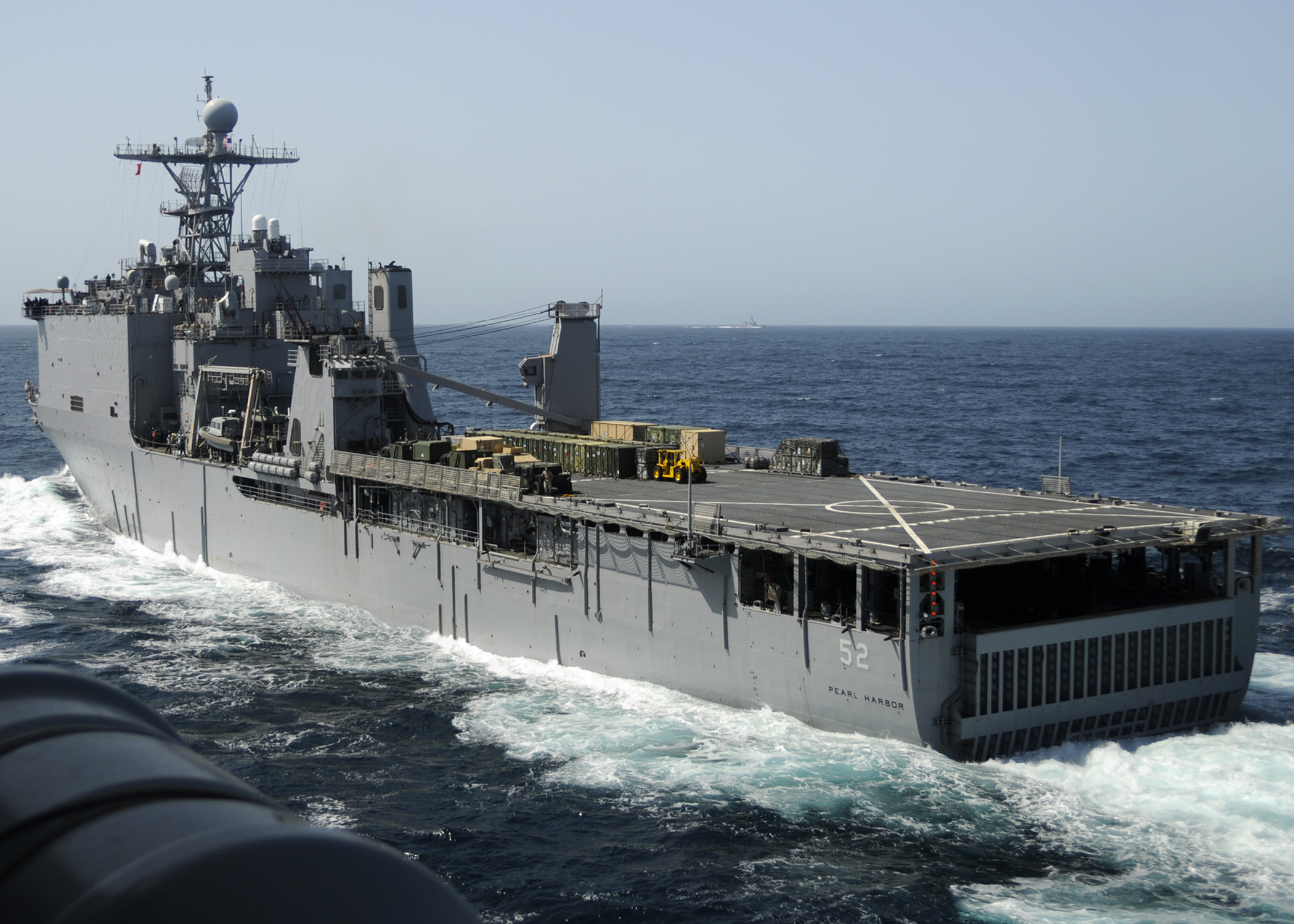
Перевезення вантажів на верхній палубі USS Pearl Harbor (LSD 52)

Озброєння кораблів складається з 2 артилерійських систем типу Phalanx CIWS для ураження протикорабельних ракет, літаків, двох стартових систем RIM-116 Rolling Airframe Missile для 21 ракети кожна ракет класу «земля-повітря». Для відбиття потенційного нападу малих кораблів, моторних човнів біля узбережжя, у портах встановлено 6×12,7-мм кулеметів Browning M2, дві 25-мм автоматичні гармати M242 Bushmaster. Для протидії ракетам служить система Mark 36 SRBOC, проти торпед AN/SLQ-25 Nixie.
Для контролю повітряного простору встановлено радар AN/SPS-49 компанії Raytheon, поверхні моря AN/SPS-67 корпорації Northrop Grumman, навігації AN/SPS-64, радіоелектронної боротьби AN/SLQ-32.

## Застосування

Вантажні крани

Десантні кораблі класу Harpers Ferry повинні застосовуватись у складі Експедиційних ударних угрупувань (англ. Expeditionary Strike Groups). Вони повинні групуватись навколо універсального десантного корабля класу Tarawa, Wasp і перебувати у супроводі 3 ракетних есмінців чи крейсерів, атомного підводного човна. У таких операціях кораблі класу Harpers Ferry виконують роль вантажного корабля постачання.
Також їх використовували у гуманітарних операціях після урагану Катріна (2005), землетрусу в Індійському океані (2004). Гелікоптери, судна LCAC з їхніх палуб доволі швидко переправляють значні обсяги вантажів на берег.

## Джерела

на гелікоптерній палубі

## Кораблі типу «Гарперс Феррі»
|   |                 |        |                   |               |               |                    |        |  |
| № | Назва           | Номер  | Корабельня        | Спуск на воду | Порт приписки | Зачислено до флоту | Статус |  |
| 1 | «Гарперс Феррі» | LSD-49 | Avondale Shipyard | 16.01.1993    | Сан-Дієго     | 07.01.1995         | діючий |  |
| 2 | «Картер Холл»   | LSD-50 | Avondale Shipyard | 02.10.1993    | Літтл-Крік    | 30.09.1995         | діючий |  |
| 3 | «Оак Хілл»      | LSD-51 | Avondale Shipyard | 11.06.1994    | Літтл-Крік    | 08.06.1996         | діючий |  |
| 4 | «Перл-Гарбор»   | LSD-52 | Avondale Shipyard | 24.02.1996    | Сан-Дієго     | 27.04.1998         | діючий |  |